# 杨益三墓
杨益三墓，位于中国广东省湛江市湛江麻章镇白坟岭，为湛江市的一个市、县级文物保护单位，类型为其他，公布时间为1991年6月20日。
杨益三墓的历史年代为近代。